# Fabienne Haustant
Fabienne Haustant est une danseuse professionnelle française née le 26 janvier 1973 dans le 15e arrondissement de Paris. Bien qu'étant placée à la Direction départementale des Affaires sanitaires et sociales (DDASS) une grande partie de sa jeunesse et atteinte de rétinite pigmentaire, elle devient danseuse professionnelle à 16 ans.

## Enfance
Fabienne Haustant est issue d’une famille précaire. Son père délaisse le foyer quand elle est très jeune. C’est durant son enfance qu’elle commence à danser, pour s'extraire des problèmes du quotidien. Cependant, sa mère n’a jamais accepté de l’inscrire à un cours de danse. De plus, n’ayant pas les moyens pour subvenir aux besoins de sa fille, Fabienne est placée à l’âge de 3 ans à la DDASS et elle ne rentre chez elle que les week-end.
À l’école, elle redouble le CP, le CE1 et le CE2. C’est alors que ses professeurs pensent qu’elle a un retard mental. Elle pense elle-même qu’elle a moins de facultés que les autres élèves. À 13 ans, un ophtalmologue lui décèle une rétinite pigmentaire, ce qui explique ses échecs scolaires.

## Carrière

### Débuts et révélation
À 16 ans, l'Aide Sociale à l'Enfance la place définitivement chez sa mère, mais elles n’ont pas créé de lien affectif.
À cet âge, elle passe un casting et intègre le Folie’s Pigalle. Elle cache son handicap visuel aux autres afin d’éviter les idées reçues. Cela qui lui occasionne plusieurs chutes sur scène et elle a du mal à apprendre les chorégraphies.
Pendant plusieurs années, elle voyage beaucoup et tourne plusieurs clips de musique. Des producteurs lui proposent de passer à la chanson, ce qu’elle fait, avec Disco Blu et Lovin’ Tears notamment sortis en 1996 au sein du groupe Disco Blu.

### Cours de danse
Dû à sa maladie, Fabienne ne peut plus danser comme avant mais veut enseigner la danse. Pour cela, elle prend ses premiers cours de danse à 35 ans. Elle fréquente alors l’école de danse pop Juste Debout School ainsi que le Studio Harmonic. Elle prend des cours avec Marie-Claude Pietragalla et son mari Julien Derouault à l’École du Théâtre du Corps d’Alfortville mais aussi avec Cathy Laymet. Souffrant d’endométriose la danse a un effet palliatif sur elle.

### Professeur de danse
Son diplôme de professeur de danse lui étant refusé, elle passe le brevet d’aptitude aux fonctions d’animateur.
Ne voulant pas rester seule face à son handicap et dans le but de lutter contre les idées reçues sur la handicap, elle fonde en 2012 l’association "Danse les yeux fermés" à Saint-Maur-des-Fossés, où elle donne des cours de danse pour tous les âges. Acceptant toutes les personnes valides ou porteurs d’un handicap (moteur ou mental), ses élèves ont tous les yeux bandés. Elle donne aussi des cours dans des écoles et des maisons de retraites.
Le 22 novembre 2016, elle participe à l'émission La France a un incroyable talent, Kamel Ouali est monté sur scène pour danser avec elle à l'issue de son audition.
En 2021, elle travaille avec la protection de l’enfance de Mayotte pour l’élaboration d’un spectacle et d’un clip musical pour l’artiste M’toro Chamou en faisant danser des enfants placés.
En 2022, elle tourne un épisode de la web-série Tous héros animée par Théo Curin.

### Autres activités
Fabienne est l'égérie du produit Echo & Alexa de la marque Amazon ainsi que Fédération Française des Chiens Guides.

## Approche de la danse
Du fait de sa rétinite pigmentaire, Fabienne Haustant adapte sa danse à son handicap. Aveugle de l'oeil droit, elle n'a que la vision centrale à l'oeil gauche. De ce fait, elle doit toujours garder la tête relevée. Elle ne fait que de l'improvisation et quand elle doit chorégraphier, elle retient les gestes qu'elle a effectué en improvisation.

## Vie privée
Elle rencontre son mari à l’âge de 27 ans, avec qui elle enregistre le titre À la vie à la mort et a un fils unique.
Fabienne est une des meilleures amies de la mannequin et actrice Noémie Lenoir. Ensemble, elles tournent le clip de danse Danse les yeux fermés.
À 36 ans, elle est victime d’un accident vasculaire cérébral dont elle se remet en un mois.

## Décorations
- Chevalière de l'ordre des Arts et des Lettres (2020)[18].